# Беннетт, Роберт Фостер
Роберт Фостер Беннетт (англ. Robert Foster Bennett; 18 сентября 1933 — 4 мая 2016) — американский политик, бывший сенатор США от штата Юта в 1993—2011 годах, член Республиканской партии.

## Биография
В 1992 году на праймериз Республиканской партии победил Джозефа Кэннона с перевесом всего в 2 % (51 на 49). На выборах в сенат 1992, 1998 и 2004 годов достаточно уверенно побеждал кандидатов от демократов, каждый раз улучшая свой результат в процентах (55 — 64 — 69).
Родился в семье Уоллеса Беннетта (англ. Wallace F. Bennett, 1898—1993), сенатора от штата Юта в 1951—1974 годах. Внук по материнской линии седьмого президента Церкви Иисуса Христа Святых последних дней («мормонов») Хибера Гранта. Кроме Роберта в семье было два брата и две сестры. Окончил университет Юты в 1957 году со степенью бакалавра в области политологии.
Он переехал в Вашингтон в 1962 году и там работал административным помощником своего отца, Уоллеса Фостера Беннета, который был сенатором США с 1951 по 1974 год, а его дед по материнской линии и дед его жены были президентами Церкви Иисуса Христа Святых последних дней. В том же 1962 году женился на Джойс Маккей, внучке девятого президента Церкви Иисуса Христа Святых последних дней Дэвида Омана Маккея. У пары родилось шесть детей: Джули, Роберт, Джеймс, Венди, Хизер, Хейди.